# Guiyang, Dehua
Guiyang (kinesiska: 桂阳) är en socken i sydöstra Kina. Den ligger i Dehua härad i staden Quanzhou i provinsen Fujian, omkring 110 kilometer väster om provinshuvudstaden Fuzhou. Antalet invånare är 2 406. Befolkningen består av 1 111 kvinnor och 1 295 män. Barn under 15 år utgör 9,0 %, vuxna 15-64 år 73 %, och äldre över 65 år 16,0 %.